# Klasyfikacja medalowa Zimowych Igrzysk Olimpijskich 1998
     zdobywcy co najmniej jednego złotego medalu
     zdobywcy co najmniej jednego srebrnego medalu
     zdobywcy co najmniej jednego brązowego medalu
     państwa bez medalu
     państwa nieuczestniczące w igrzyskach

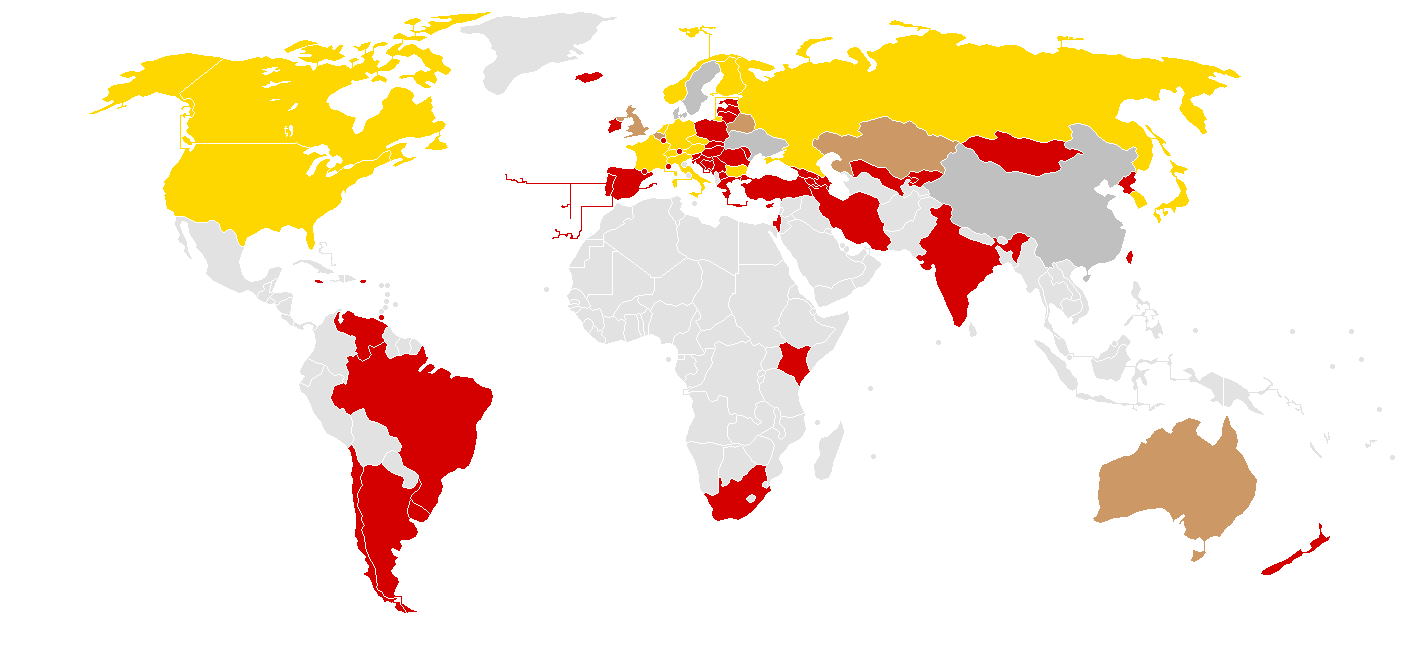
Państwa uczestniczące w Zimowych Igrzyskach Olimpijskich 1998
zdobywcy co najmniej jednego złotego medalu
zdobywcy co najmniej jednego srebrnego medalu
zdobywcy co najmniej jednego brązowego medalu
państwa bez medalu
państwa nieuczestniczące w igrzyskach

Klasyfikacja medalowa Zimowych Igrzysk Olimpijskich 1998 – zestawienie państw, reprezentowanych przez narodowe komitety olimpijskie, uszeregowanych pod względem liczby zdobytych medali na XVIII Zimowych Igrzyskach Olimpijskich w 1998 roku w Nagano.
Rywalizacja podczas igrzysk olimpijskich w Nagano odbyła się w 68 konkurencjach w czternastu dyscyplinach sportowych. Zadebiutowało pięć nowych konkurencji – turniej hokeja na lodzie kobiet oraz zawody snowboardowe w slalomie gigancie i halfpipie kobiet i mężczyzn. Snowboarding został wprowadzony do kalendarza jako nowa dyscyplina olimpijska. Ponadto, po 74 latach przerwy, w ramach igrzysk olimpijskich odbyły się turnieje mężczyzn i kobiet w curlingu.
W igrzyskach wzięło udział 2180 sportowców (1390 mężczyzn i 789 kobiet) z 72 państw. Dla pięciu z nich – Azerbejdżanu, Kenii, Macedonii, Urugwaju i Wenezueli – występ w Nagano był debiutem kraju na zimowych igrzyskach olimpijskich.
Na podium olimpijskim w Nagano stanęli reprezentanci 24 państw, spośród których 15 państw zdobyło przynajmniej jeden złoty medal. Bez medalu udział w igrzyskach zakończyło 48 narodowych reprezentacji. Najwięcej medali olimpijskich wszystkich kolorów – 29 – zdobyli reprezentanci Niemiec. Wyrównali oni rekord liczby medali zdobytych na jednych zimowych igrzyskach, osiągnięty wcześniej tylko przez Związek Radziecki na igrzyskach w Calgary. Niemcy osiągnęli również największą w swojej historii liczbę dwunastu złotych medali zdobytych na jednych zimowych igrzyskach.
Reprezentantka Czech w biegach narciarskich – Kateřina Neumannová – zdobyła pierwsze zimowe medale olimpijskie dla swojego kraju od czasu rozpadu Czechosłowacji. Reprezentacja Czech w hokeju na lodzie mężczyzn zdobyła natomiast pierwszy w historii złoty medal dla tego kraju. Pierwsze złoto na zimowych igrzyskach dla Bułgarii wywalczyła Ekaterina Dafowska. Był to jednocześnie drugi w historii medal zimowych igrzysk dla Bułgarii. Wicemistrzynie olimpijskie w turnieju kobiet w curlingu zdobyły pierwszy w historii zimowych startów medal dla reprezentacji Danii.
Najlepszy start w zimowych igrzyskach olimpijskich zaliczyli reprezentanci Kanady, Chińskiej Republiki Ludowej, Holandii i Japonii. Kanadyjczycy i Chińczycy stanęli na podium zimowych igrzysk najwięcej razy w historii swoich startów. Dla Holendrów występ w Nagano był najlepszym startem olimpijskim, zarówno biorąc pod uwagę letnie, jak i zimowe starty, od Letnich Igrzysk Olimpijskich 1936. Z kolei dla Japończyków, którzy byli już dwukrotnie organizatorami igrzysk olimpijskich – letnich w Tokio i zimowych w Sapporo – był to najlepszy zimowy występ olimpijski w roli gospodarza oraz najlepszy start olimpijski od Letnich Igrzysk Olimpijskich 1984. Drugi raz w historii, po igrzyskach w Lillehammer, Norwegia zdobyła dziesięć złotych medali, a Korea Południowa sześć medali łącznie. Jedyny reprezentant Belgii na igrzyskach w Nagano – Bart Veldkamp – zdobył pierwszy medal ZIO dla swojego kraju od 1948 roku. Reprezentantka Australii – Zali Steggall – została natomiast zdobywczynią drugiego medalu zimowych igrzysk dla Australii.
Najsłabszy wynik medalowy w igrzyskach olimpijskich (letnich i zimowych) od igrzysk w Calgary osiągnęła reprezentacja Włoch. Natomiast dla Szwecji były to pierwsze od 1976 roku zimowe igrzyska, podczas których sportowcy z tego kraju nie zdobyli złotego medalu.
Spośród krajów, które zdobyły przynajmniej jeden medal olimpijski w Lillehammer, start na igrzyskach w Nagano z zerowym dorobkiem medalowym zakończyły Uzbekistan i Słowenia.
W Nagano 47 sportowców zdobyło przynajmniej dwa medale, a 29 spośród nich – przynajmniej jedno złoto. Pięciokrotną medalistką igrzysk, z dorobkiem trzech złotych, jednego srebrnego i jednego brązowego medalu, została Łarisa Łazutina. Trzy złote i jeden srebrny medal zdobył ponadto Bjørn Dæhlie, który stawał na podium olimpijskim również w Albertville i Lillehammer. Norweg został najbardziej utytułowanym zimowym olimpijczykiem w historii z dorobkiem dwunastu medali – ośmiu złotych i czterech srebrnych.
Tara Lipinski, zwyciężczyni konkursu solistek w łyżwiarstwie figurowym, została najmłodszą mistrzynią olimpijską w historii zimowych igrzysk olimpijskich. W organizmie mistrza olimpijskiego w snowboardowym slalomie gigancie – Rossa Rebagliatiego – wykryto stosowanie niedozwolonej substancji, w efekcie czego złoty medal został mu odebrany. Kanadyjski Komitet Olimpijski złożył jednak apelację, która została pozytywnie rozpatrzona przez Trybunał Arbitrażowy Międzynarodowego Komitetu Olimpijskiego. Dyskwalifikacja Kanadyjczyka została tym samym anulowana, a medal zwrócony.

## Klasyfikacja państw
Poniższa tabela przedstawia klasyfikację medalową państw, które zdobyły medale na Zimowych Igrzyskach Olimpijskich 1998 w Nagano, sporządzoną na podstawie oficjalnych raportów Międzynarodowego Komitetu Olimpijskiego. Klasyfikacja posortowana jest najpierw według liczby osiągniętych medali złotych, następnie srebrnych, a na końcu brązowych. W przypadku, gdy dwa kraje zdobyły tę samą liczbę medali wszystkich kolorów, o kolejności zdecydował porządek alfabetyczny.
| Miejsce | Państwo          | Złoto | Srebro | Brąz | Razem |
| ------- | ---------------- | ----- | ------ | ---- | ----- |
| 1.      | Niemcy           | 12    | 9      | 8    | 29    |
| 2.      | Norwegia         | 10    | 10     | 5    | 25    |
| 3.      | Rosja            | 9     | 6      | 3    | 18    |
| 4.      | Kanada           | 6     | 5      | 4    | 15    |
| 5.      | USA              | 6     | 3      | 4    | 13    |
| 6.      | Holandia         | 5     | 4      | 2    | 11    |
| 7.      | Japonia          | 5     | 1      | 4    | 10    |
| 8.      | Austria          | 3     | 5      | 9    | 17    |
| 9.      | Korea Południowa | 3     | 1      | 2    | 6     |
| 10.     | Włochy           | 2     | 6      | 2    | 10    |
| 11.     | Finlandia        | 2     | 4      | 6    | 12    |
| 12.     | Szwajcaria       | 2     | 2      | 3    | 7     |
| 13.     | Francja          | 2     | 1      | 5    | 8     |
| 14.     | Czechy           | 1     | 1      | 1    | 3     |
| 15.     | Bułgaria         | 1     | –      | –    | 1     |
| 16.     | ChRL             | –     | 6      | 2    | 8     |
| 17.     | Szwecja          | –     | 2      | 1    | 3     |
| 18.     | Dania            | –     | 1      | –    | 1     |
| 18.     | Ukraina          | –     | 1      | –    | 1     |
| 20.     | Białoruś         | –     | –      | 2    | 2     |
| 20.     | Kazachstan       | –     | –      | 2    | 2     |
| 22.     | Australia        | –     | –      | 1    | 1     |
| 22.     | Belgia           | –     | –      | 1    | 1     |
| 22.     | Wielka Brytania  | –     | –      | 1    | 1     |
| Razem   | Razem            | 69    | 68     | 68   | 205   |

## Klasyfikacje według dyscyplin

### Biathlon
W kalendarzu igrzysk w Nagano, tak samo jak cztery lata wcześniej w Lillehammer, znalazło się sześć konkurencji biathlonowych – po trzy w rywalizacji kobiet i mężczyzn.
Najbardziej utytułowaną biathlonistką igrzysk została Uschi Disl z dorobkiem trzech medali, po jednym z każdego koloru. Dwukrotnie na podium olimpijskim stanęli również Halvard Hanevold, Ole Einar Bjørndalen i Galina Kuklewa (wszyscy złoto i srebro) oraz Katrin Apel (złoto i brąz). Mistrzyni olimpijska w biegu indywidualnym na 15 km kobiet, Ekaterina Dafowska została pierwszą w historii złotą medalistką zimowych igrzysk olimpijskich występującą w barwach Bułgarii.
| Miejsce | Państwo   | Złoto | Srebro | Brąz | Razem |
| ------- | --------- | ----- | ------ | ---- | ----- |
| 1.      | Norwegia  | 2     | 2      | 1    | 5     |
| 2.      | Niemcy    | 2     | 1      | 2    | 5     |
| 3.      | Rosja     | 1     | 1      | 1    | 3     |
| 4.      | Bułgaria  | 1     | –      | –    | 1     |
| 5.      | Ukraina   | –     | 1      | –    | 1     |
| 5.      | Włochy    | –     | 1      | –    | 1     |
| 7.      | Białoruś  | –     | –      | 1    | 1     |
| 7.      | Finlandia | –     | –      | 1    | 1     |
| Razem   | Razem     | 6     | 6      | 6    | 18    |

### Biegi narciarskie
Na igrzyskach w Nagano rozegrano dziesięć konkurencji biegowych, tak samo jak w Lillehammer. Zmianie uległy jedynie techniki biegu – biegi na 30 km mężczyzn i 15 km kobiet, które w Lillehammer były rozgrywane stylem dowolnym, w Nagano przeprowadzono stylem klasycznym, natomiast odwrotna sytuacja miała miejsce w przypadku biegów na 50 km mężczyzn i na 30 km kobiet.
Wszystkie konkurencje kobiet wygrały reprezentantki Rosji. Najbardziej utytułowana z nich – Łarisa Łazutina – zdobyła trzy złote, jeden srebrny i jeden brązowy medal i jako jedyna stanęła na podium każdej konkurencji kobiet. Jej rodaczka – Olga Daniłowa – wywalczyła trzy medale – dwa złote i jeden srebrny. Po dwa medale (srebrny i brązowy) w rywalizacji kobiet osiągnęły także Kateřina Neumannová, Stefania Belmondo, Bente Martinsen i Anita Moen.
Wśród mężczyzn najlepszy wynik medalowy uzyskał Bjørn Dæhlie, w którego dorobku znalazły się trzy złote i jeden srebrny medal. Dæhlie, który stawał na podium olimpijskim także w Albertville i Lillehammer, został pierwszym dwunastokrotnym medalistą zimowych igrzysk olimpijskich. Jego osiągnięcie zostało wpisane do księgi rekordów Guinnessa jako najlepszy wynik medalowy uzyskany przez sportowca na zimowych igrzyskach. Multimedalistami igrzysk zostali ponadto Thomas Alsgaard (dwa razy złoto), Erling Jevne (złoto i srebro), Mika Myllylä (złoto i dwa razy brąz) oraz Silvio Fauner (srebro i brąz).
| Miejsce | Państwo    | Złoto | Srebro | Brąz | Razem |
| ------- | ---------- | ----- | ------ | ---- | ----- |
| 1.      | Rosja      | 5     | 2      | 1    | 8     |
| 2.      | Norwegia   | 4     | 3      | 2    | 9     |
| 3.      | Finlandia  | 1     | –      | 2    | 3     |
| 4.      | Włochy     | –     | 2      | 2    | 4     |
| 5.      | Austria    | –     | 1      | 1    | 2     |
| 5.      | Czechy     | –     | 1      | 1    | 2     |
| 7.      | Szwecja    | –     | 1      | –    | 1     |
| 8.      | Kazachstan | –     | –      | 1    | 1     |
| Razem   | Razem      | 10    | 10     | 10   | 30    |

### Bobsleje
Niezmiennie od poprzednich igrzysk rywalizacja bobsleistów składała się z dwóch konkurencji – dwójek i czwórek mężczyzn.
W zawodach dwójek ten sam, najlepszy, czas przejazdu uzyskali Włosi i Kanadyjczycy. W związku z tym przyznano dwa złote medale, a medalu srebrnego nie przyznano. Taka sytuacja miała miejsce pierwszy raz w historii olimpijskich zawodów w bobslejach. W rywalizacji czwórek natomiast ex aequo na trzecim miejscu uplasowały się drużyny z Francji i Wielkiej Brytanii. Dwóch zawodników zdobyło po dwa medale olimpijskie – Christoph Langen i Markus Zimmermann zakończyli rywalizację ze złotym medalem w czwórkach i brązowym w dwójkach.
| Miejsce | Państwo         | Złoto | Srebro | Brąz | Razem |
| ------- | --------------- | ----- | ------ | ---- | ----- |
| 1.      | Niemcy          | 1     | –      | 1    | 2     |
| 2.      | Kanada          | 1     | –      | –    | 1     |
| 2.      | Włochy          | 1     | –      | –    | 1     |
| 4.      | Szwajcaria      | –     | 1      | –    | 1     |
| 5.      | Francja         | –     | –      | 1    | 1     |
| 5.      | Wielka Brytania | –     | –      | 1    | 1     |
| Razem   | Razem           | 3     | 1      | 3    | 7     |

### Curling
Podczas Zimowych Igrzysk Olimpijskich 1998 w Nagano rozegrane zostały turnieje kobiet i mężczyzn w curlingu. Sport ten, który był dyscypliną pokazową na igrzyskach w 1932, 1988 i 1992, powrócił do kalendarza po 74-letniej nieobecności.
W turnieju mężczyzn zwyciężyli Szwajcarzy przed Kanadyjczykami i Norwegami. W rywalizacji kobiet najlepszą drużyną została Kanada, srebro zdobyła Dania, a brąz Szwecja. Zdobyty przez duńską reprezentację w curlingu kobiet srebrny medal był pierwszym medalem dla Danii wywalczonym w historii ich startów w zimowych igrzyskach olimpijskich.
| Miejsce | Państwo    | Złoto | Srebro | Brąz | Razem |
| ------- | ---------- | ----- | ------ | ---- | ----- |
| 1.      | Kanada     | 1     | 1      | –    | 2     |
| 2.      | Szwajcaria | 1     | –      | –    | 1     |
| 3.      | Dania      | –     | 1      | –    | 1     |
| 4.      | Norwegia   | –     | –      | 1    | 1     |
| 4.      | Szwecja    | –     | –      | 1    | 1     |
| Razem   | Razem      | 2     | 2      | 2    | 6     |

### Hokej na lodzie
Na igrzyskach w Nagano, oprócz dotychczas rozgrywanego turnieju mężczyzn, po raz pierwszy w historii przeprowadzono rywalizację olimpijską w turnieju kobiet. Również po raz pierwszy w historii do gry w turniejach olimpijskich zostali dopuszczeni profesjonalni hokeiści z ligi NHL.
W turnieju mężczyzn zwycięstwo odniosła reprezentacja Czech, srebro zdobyli Rosjanie, a brąz Finowie. W turnieju kobiet złoto zdobyły Amerykanki przed Kanadyjkami i Finkami. Zdobyty przez Czechów złoty medal był pierwszym złotem zdobytym dla kraju od czasu rozpadu Czechosłowacji.
| Miejsce | Państwo   | Złoto | Srebro | Brąz | Razem |
| ------- | --------- | ----- | ------ | ---- | ----- |
| 1.      | Czechy    | 1     | –      | –    | 1     |
| 1.      | USA       | 1     | –      | –    | 1     |
| 3.      | Kanada    | –     | 1      | –    | 1     |
| 3.      | Rosja     | –     | 1      | –    | 1     |
| 5.      | Finlandia | –     | –      | 2    | 2     |
| Razem   | Razem     | 2     | 2      | 2    | 6     |

### Kombinacja norweska
Podczas igrzysk w Nagano, tak samo jak cztery lata wcześniej w Lillehammer, rozegrane zostały dwie konkurencje w kombinacji norweskiej – zawody indywidualne i drużynowe. Zmianie uległa formuła rozgrywania zawodów drużynowych. Dotychczas trzyosobową sztafetę biegową zastąpiono czteroosobową.
Najbardziej utytułowanym dwuboistą klasycznym igrzysk został Bjarte Engen Vik, który zdobył dwa złote medale. Dwukrotnie na podium olimpijskim stanął również Samppa Lajunen, w dorobku którego znalazły się dwa srebrne medale.
| Miejsce | Państwo   | Złoto | Srebro | Brąz | Razem |
| ------- | --------- | ----- | ------ | ---- | ----- |
| 1.      | Norwegia  | 2     | –      | –    | 2     |
| 2.      | Finlandia | –     | 2      | –    | 2     |
| 3.      | Francja   | –     | –      | 1    | 1     |
| 3.      | Rosja     | –     | –      | 1    | 1     |
| Razem   | Razem     | 2     | 2      | 2    | 6     |

### Łyżwiarstwo figurowe
Kalendarz olimpijski nie zmienił się, jeśli chodzi o konkurencje łyżwiarstwa figurowego. Tak jak w Lillehammer, w Nagano łyżwiarze rywalizowali w czterech konkurencjach – konkursie solistów, solistek, par tanecznych i par sportowych. Po raz pierwszy w historii do rywalizacji oficjalnie dopuszczono profesjonalnych zawodników. Żaden z zawodników nie zdobył więcej niż jednego medalu olimpijskiego.
Złota medalistka w konkursie solistek – Tara Lipinski – została najmłodszą w historii zimową mistrzynią olimpijską. W dniu zawodów miała 15 lat i 255 dni, czyli o 32 dni mniej niż dotychczasowa najmłodsza mistrzyni – Sonja Henie.
| Miejsce | Państwo | Złoto | Srebro | Brąz | Razem |
| ------- | ------- | ----- | ------ | ---- | ----- |
| 1.      | Rosja   | 3     | 2      | –    | 5     |
| 2.      | USA     | 1     | 1      | –    | 2     |
| 3.      | Kanada  | –     | 1      | –    | 1     |
| 4.      | Francja | –     | –      | 2    | 2     |
| 5.      | ChRL    | –     | –      | 1    | 1     |
| 5.      | Niemcy  | –     | –      | 1    | 1     |
| Razem   | Razem   | 4     | 4      | 4    | 12    |

### Łyżwiarstwo szybkie
W kalendarzu Zimowych Igrzysk Olimpijskich 1998 znalazło się dziesięć konkurencji w łyżwiarstwie szybkim, tak samo jak podczas poprzednich zimowych igrzysk.
Najbardziej utytułowanymi panczenistami, z dorobkiem dwóch tytułów mistrzów olimpijskich, zostali Holendrzy – Gianni Romme wśród mężczyzn i Marianne Timmer wśród kobiet. Dwoje zawodników trzykrotnie uplasowało się w najlepszej trójce zawodów. Złoty i dwa srebrne medale zdobyła Gunda Niemann-Stirnemann, a srebro i dwa brązowe medale wywalczył Rintje Ritsma. Dwoje zawodników zdobyło na igrzyskach po jednym złotym i srebrnym medalu – Ids Postma i Claudia Pechstein, również dwoje zdobyło po jednym złotym i jednym brązowym medalu – Hiroyasu Shimizu i Catriona Le May Doan. Dwa medale – srebrny i brązowy – zdobyła także Chris Witty.
Brązowi medaliści biegów na 500 metrów – reprezentantka Kazachstanu, Ludmiła Prokaszowa oraz reprezentant Belgii, Bart Veldkamp – zdobyli pierwsze w historii medale dla swoich krajów w łyżwiarstwie szybkim. Veldkamp został jednocześnie pierwszym belgijskim medalistą zimowych igrzysk olimpijskich od 1948 roku.
| Miejsce | Państwo    | Złoto | Srebro | Brąz | Razem |
| ------- | ---------- | ----- | ------ | ---- | ----- |
| 1.      | Holandia   | 5     | 4      | 2    | 11    |
| 2.      | Niemcy     | 2     | 3      | 1    | 6     |
| 3.      | Kanada     | 1     | 2      | 2    | 5     |
| 4.      | Japonia    | 1     | –      | 2    | 3     |
| 5.      | Norwegia   | 1     | –      | –    | 1     |
| 6.      | USA        | –     | 1      | 1    | 2     |
| 7.      | Belgia     | –     | –      | 1    | 1     |
| 7.      | Kazachstan | –     | –      | 1    | 1     |
| Razem   | Razem      | 10    | 10     | 10   | 30    |

### Narciarstwo alpejskie
Narciarze alpejscy rywalizowali w Nagano w dziesięciu konkurencjach – pięciu wśród kobiet i pięciu wśród mężczyzn. Konkurencje nie uległy zmianie względem igrzysk w Lillehammer.
Jedyną alpejką, która zdobyła trzy medale na tych igrzyskach, była Katja Seizinger (dwa złote i jeden brązowy). Dwa tytuły mistrza olimpijskiego zdobył także Hermann Maier. Ponadto po dwa medale zdobyli Deborah Compagnoni (złoto i srebro), Hilde Gerg (złoto i brąz), Lasse Kjus (dwa razy srebro) i Alexandra Meissnitzer (srebro i brąz).
W supergigancie mężczyzn drugie miejsce zajęli ex aequo Didier Cuche i Hans Knauß. W efekcie przyznano w tej konkurencji dwa srebrne medale, a medalu brązowego nie przyznano. Brązowa medalistka w slalomie kobiet – Zali Steggall zdobyła pierwszy medal dla Australii w narciarstwie alpejskim. Był to jednocześnie drugi w historii australijski medal zimowych igrzysk olimpijskich.
| Miejsce | Państwo    | Złoto | Srebro | Brąz | Razem |
| ------- | ---------- | ----- | ------ | ---- | ----- |
| 1.      | Austria    | 3     | 4      | 4    | 11    |
| 2.      | Niemcy     | 3     | 1      | 2    | 6     |
| 3.      | Norwegia   | 1     | 3      | –    | 4     |
| 4.      | Włochy     | 1     | 1      | –    | 2     |
| 5.      | Francja    | 1     | –      | 1    | 2     |
| 6.      | USA        | 1     | –      | –    | 1     |
| 7.      | Szwajcaria | –     | 1      | 1    | 2     |
| 8.      | Szwecja    | –     | 1      | –    | 1     |
| 9.      | Australia  | –     | –      | 1    | 1     |
| Razem   | Razem      | 10    | 11     | 9    | 30    |

### Narciarstwo dowolne
W narciarstwie dowolnym podczas igrzysk w Nagano rozegrano cztery konkurencje – jazdę po muldach i skoki akrobatyczne mężczyzn i kobiet. Konkurencje nie uległy zmianie w porównaniu do igrzysk w Lillehammer. Żaden z zawodników nie zdobył więcej niż jednego medalu w 1998 roku. Medalistami zostali narciarze z dziewięciu państw. Trzykrotnie na najwyższym stopniu podium stanęli reprezentanci Stanów Zjednoczonych.
| Miejsce | Państwo    | Złoto | Srebro | Brąz | Razem |
| ------- | ---------- | ----- | ------ | ---- | ----- |
| 1.      | USA        | 3     | –      | –    | 3     |
| 2.      | Japonia    | 1     | –      | –    | 1     |
| 3.      | Finlandia  | –     | 1      | 1    | 2     |
| 4.      | ChRL       | –     | 1      | –    | 1     |
| 4.      | Francja    | –     | 1      | –    | 1     |
| 4.      | Niemcy     | –     | 1      | –    | 1     |
| 7.      | Białoruś   | –     | –      | 1    | 1     |
| 7.      | Norwegia   | –     | –      | 1    | 1     |
| 7.      | Szwajcaria | –     | –      | 1    | 1     |
| Razem   | Razem      | 4     | 4      | 4    | 12    |

### Saneczkarstwo
W programie igrzysk w Nagano, tak jak w Lillehammer, znalazły się trzy konkurencje saneczkarskie – jedynki mężczyzn, jedynki kobiet i dwójki mężczyzn. Żaden z saneczkarzy nie zdobył więcej niż jednego medalu olimpijskiego, wszystkie złote medale zdobyli jednak reprezentanci Niemiec.
| Miejsce | Państwo | Złoto | Srebro | Brąz | Razem |
| ------- | ------- | ----- | ------ | ---- | ----- |
| 1.      | Niemcy  | 3     | 1      | 1    | 5     |
| 2.      | USA     | –     | 1      | 1    | 2     |
| 3.      | Włochy  | –     | 1      | –    | 1     |
| 4.      | Austria | –     | –      | 1    | 1     |
| Razem   | Razem   | 3     | 3      | 3    | 9     |

### Short track
Liczba konkurencji w short tracku nie zmieniła się w porównaniu do igrzysk w 1994 roku i wyniosła sześć – po trzy mężczyzn i kobiet. Jedyna zmiana w porównaniu do igrzysk w Lillehammer polegała na wprowadzeniu pomiarów czasu z dokładnością do tysięcznej części sekundy.
Najlepszy wynik medalowy w short tracku osiągnęła Chun Lee-kyung, która zdobyła dwa złote i jeden brązowy medal. Trzy medale (wszystkie srebrne) zdobyła również Yang Yang (S). Poza nimi siedmioro łyżwiarzy zdobyło po dwa medale olimpijskie. Byli to: Kim Dong-sung (złoty i srebrny), Éric Bédard, Annie Perreault i Won Hye-kyung (złoto i brąz) oraz An Yulong i Li Jiajun (srebro i brąz).
| Miejsce | Państwo          | Złoto | Srebro | Brąz | Razem |
| ------- | ---------------- | ----- | ------ | ---- | ----- |
| 1.      | Korea Południowa | 3     | 1      | 2    | 6     |
| 2.      | Kanada           | 2     | –      | 2    | 4     |
| 3.      | Japonia          | 1     | –      | 1    | 2     |
| 4.      | ChRL             | –     | 5      | 1    | 6     |
| Razem   | Razem            | 6     | 6      | 6    | 18    |

### Skoki narciarskie
Rywalizacja skoczków narciarskich na igrzyskach w Nagano składała się z trzech konkursów – dwóch indywidualnych i jednego drużynowego. Konkurencje nie uległy zmianie w porównaniu do poprzednich igrzysk. Dokonano natomiast zmiany w formule rozgrywania zawodów – po raz pierwszy na igrzyskach olimpijskich do rundy finałowej konkursu indywidualnego kwalifikowano trzydziestu najlepszych skoczków pierwszej serii.
Jako jedyny medale we wszystkich trzech konkursach zdobył Japończyk Kazuyoshi Funaki, zdobywając dwa złote medale i jeden srebrny. Dwukrotnie na podium olimpijskim stanęli również Jani Soininen (złoto i srebro), Masahiko Harada (złoto i brąz) oraz Andreas Widhölzl (dwukrotnie brąz).
| Miejsce | Państwo   | Złoto | Srebro | Brąz | Razem |
| ------- | --------- | ----- | ------ | ---- | ----- |
| 1.      | Japonia   | 2     | 1      | 1    | 4     |
| 2.      | Finlandia | 1     | 1      | –    | 2     |
| 3.      | Niemcy    | –     | 1      | –    | 1     |
| 4.      | Austria   | –     | –      | 2    | 2     |
| Razem   | Razem     | 3     | 3      | 3    | 9     |

### Snowboarding
W 1998 roku po raz pierwszy w historii w ramach igrzysk olimpijskich przeprowadzono rywalizację w snowboardingu. Medale olimpijskie przyznano w czterech konkurencjach – slalomie gigancie i halfpipie mężczyzn i kobiet. Żaden z zawodników nie zdobył więcej niż jednego medalu. Na podium olimpijskim stanęli reprezentanci ośmiu krajów, spośród których cztery zdobyły po dwa medale.
Zwycięzca w slalomie gigancie – Ross Rebagliati – został zdyskwalifikowany z powodu stosowania przez niego marihuany leczniczej. Złoty medal został mu odebrany, a mistrzem olimpijskim ogłoszono Thomasa Pruggera. Kanadyjski Komitet Olimpijski złożył jednak apelację od tej decyzji. Trybunał Arbitrażowy MKOl po rozpoznaniu sprawy odwołał dyskwalifikację Kanadyjczyka, w efekcie czego złoty medal został mu przywrócony, a kolejność pozostała taka sama, jak tuż po zakończeniu zawodów.
| Miejsce | Państwo    | Złoto | Srebro | Brąz | Razem |
| ------- | ---------- | ----- | ------ | ---- | ----- |
| 1.      | Niemcy     | 1     | 1      | –    | 2     |
| 2.      | Szwajcaria | 1     | –      | 1    | 2     |
| 3.      | Kanada     | 1     | –      | –    | 1     |
| 3.      | Francja    | 1     | –      | –    | 1     |
| 5.      | Norwegia   | –     | 2      | –    | 2     |
| 6.      | Włochy     | –     | 1      | –    | 1     |
| 7.      | USA        | –     | –      | 2    | 2     |
| 8.      | Austria    | –     | –      | 1    | 1     |
| Razem   | Razem      | 4     | 4      | 4    | 12    |

## Multimedaliści
47 sportowców zdobyło w Nagano więcej niż jeden medal, a 29 spośród nich wywalczyło przynajmniej jedno złoto. Najwięcej – po sześcioro – multimedalistów startowało w barwach Niemiec i Norwegii. Siedmioro z multimedalistów stawało na podium olimpijskim w łyżwiarstwie szybkim, sześcioro w biegach narciarskich, a po pięcioro w biathlonie i short tracku. Trzech multimedalistów odnotowano w skokach narciarskich, dwóch w bobslejach, a jednego w kombinacji norweskiej.
Najwięcej medali – pięć – zdobyła reprezentantka Rosji w biegach narciarskich, Łarisa Łazutina. Trzykrotnie została ona mistrzynią olimpijską, dodatkowo zdobyła srebrny i brązowy medal. Trzy tytuły mistrza olimpijskiego i jeden tytuł wicemistrza zdobył również norweski biegacz, Bjørn Dæhlie.
Poniższa tabela przedstawia indywidualne zestawienie multimedalistów Zimowych Igrzysk Olimpijskich 1998, czyli zawodników i zawodniczek, którzy zdobyli więcej niż jeden medal olimpijski na tych igrzyskach, w tym przynajmniej jeden złoty.
| Miejsce | Zawodnik                 | Państwo          | Dyscyplina          | Złoto | Srebro | Brąz | Razem |
| ------- | ------------------------ | ---------------- | ------------------- | ----- | ------ | ---- | ----- |
| 1.      | Łarisa Łazutina          | Rosja            | biegi narciarskie   | 3     | 1      | 1    | 5     |
| 2.      | Bjørn Dæhlie             | Norwegia         | biegi narciarskie   | 3     | 1      | –    | 4     |
| 3.      | Olga Daniłowa            | Rosja            | biegi narciarskie   | 2     | 1      | –    | 3     |
| 3.      | Kazuyoshi Funaki         | Japonia          | skoki narciarskie   | 2     | 1      | –    | 3     |
| 5.      | Chun Lee-kyung           | Korea Południowa | short track         | 2     | –      | 1    | 3     |
| 6.      | Thomas Alsgaard          | Norwegia         | biegi narciarskie   | 2     | –      | –    | 2     |
| 6.      | Gianni Romme             | Holandia         | łyżwiarstwo szybkie | 2     | –      | –    | 2     |
| 6.      | Marianne Timmer          | Holandia         | łyżwiarstwo szybkie | 2     | –      | –    | 2     |
| 6.      | Bjarte Engen Vik         | Norwegia         | kombinacja norweska | 2     | –      | –    | 2     |
| 10.     | Gunda Niemann-Stirnemann | Niemcy           | łyżwiarstwo szybkie | 1     | 2      | –    | 3     |
| 11.     | Uschi Disl               | Niemcy           | biathlon            | 1     | 1      | 1    | 3     |
| 12.     | Ole Einar Bjørndalen     | Norwegia         | biathlon            | 1     | 1      | –    | 2     |
| 12.     | Halvard Hanevold         | Norwegia         | biathlon            | 1     | 1      | –    | 2     |
| 12.     | Erling Jevne             | Norwegia         | biegi narciarskie   | 1     | 1      | –    | 2     |
| 12.     | Kim Dong-sung            | Korea Południowa | short track         | 1     | 1      | –    | 2     |
| 12.     | Galina Kuklewa           | Rosja            | biathlon            | 1     | 1      | –    | 2     |
| 12.     | Claudia Pechstein        | Niemcy           | łyżwiarstwo szybkie | 1     | 1      | –    | 2     |
| 12.     | Ids Postma               | Holandia         | łyżwiarstwo szybkie | 1     | 1      | –    | 2     |
| 12.     | Jani Soininen            | Finlandia        | skoki narciarskie   | 1     | 1      | –    | 2     |
| 20.     | Mika Myllylä             | Finlandia        | biegi narciarskie   | 1     | –      | 2    | 3     |
| 21.     | Katrin Apel              | Niemcy           | biathlon            | 1     | –      | 1    | 2     |
| 21.     | Éric Bédard              | Kanada           | short track         | 1     | –      | 1    | 2     |
| 21.     | Masahiko Harada          | Japonia          | skoki narciarskie   | 1     | –      | 1    | 2     |
| 21.     | Christoph Langen         | Niemcy           | bobsleje            | 1     | –      | 1    | 2     |
| 21.     | Catriona Le May Doan     | Kanada           | łyżwiarstwo szybkie | 1     | –      | 1    | 2     |
| 21.     | Annie Perreault          | Kanada           | short track         | 1     | –      | 1    | 2     |
| 21.     | Hiroyasu Shimizu         | Japonia          | łyżwiarstwo szybkie | 1     | –      | 1    | 2     |
| 21.     | Won Hye-kyung            | Korea Południowa | short track         | 1     | –      | 1    | 2     |
| 21.     | Markus Zimmermann        | Niemcy           | bobsleje            | 1     | –      | 1    | 2     |